# Opostegoides scioterma
Opostegoides scioterma là một loài bướm đêm thuộc họ Opostegidae. Nó cứ trú trải rộng hầu hết miền bắc Hoa Kỳ và miền nam Canada từ miền tây Oregon, Washington và British Colombia phía đông đến Ontario và Maine.
Chiều dài cánh trước là 3.1-4.4 mm. Con trưởng thành bay từ giữa tháng 6 đến đầu tháng 8.
Ấu trùng ăn Ribes grossularia, Ribes nigrum và Ribes sativum. 